# Розенбаумова, Гедвига
Хедвига Розенбаумова (чеш. Hedviga Rosenbaumova; 3 июля 1864[…], Прага, Земли Чешской короны[…] — 31 июля 1939[…], Прага) — чешская теннисистка, дважды бронзовый призёр летних Олимпийских игр 1900.
На Играх 1900 в Париже Розенбаумова соревновалась в двух турнирах — одиночном и смешанном парном. В первом состязании она дошла до полуфинала, выиграв бронзовую медаль. Во втором, в паре с британцем Арчибальдом Уорденом, она снова выиграла бронзовую награду, став уже двукратным призёром.
Во время первой мировой войны работала медсестрой.